# Cenestra aurora
Cenestra aurora är en insektsart som först beskrevs av Gutrin-mtneville 1834.  Cenestra aurora ingår i släktet Cenestra och familjen Flatidae. Utöver nominatformen finns också underarten C. a. virescens.